# 香川県道231号詫間仁尾線
香川県道231号詫間仁尾線（かがわけんどう231ごう たくまにおせん）は、香川県三豊市を通る一般県道である。

## 概要

### 路線データ
- 起点：香川県三豊市詫間町詫間（香川県道21号丸亀詫間豊浜線交点）
- 終点：香川県三豊市仁尾町仁尾辛（香川県道21号丸亀詫間豊浜線交点）
- 総延長：6.290 km

## 路線状況

### 名称・愛称
- さぬき浜街道

### 道路施設

#### 橋梁
- 新的場橋（瀬入川・三豊市詫間町詫間）

他あわせて6橋梁総延長106 m

## 地理

### 通過する自治体
- 三豊市

### 交差する道路
| 交差する道路               | 交差する場所 | 交差する場所         |
| -------------------------- | ------------ | -------------------- |
| 香川県道21号丸亀詫間豊浜線 | 詫間町詫間   | 起点                 |
| 香川県道232号紫雲出山線    | 詫間町詫間   |                      |
| 香川県道234号大浜仁尾線    | 仁尾町仁尾己 | 仁尾マリーナ東交差点 |
| 香川県道233号仁尾港線      | 仁尾町仁尾丁 |                      |
| 香川県道21号丸亀詫間豊浜線 | 仁尾町仁尾辛 | 終点                 |

### 沿線
- 三豊警察署 詫間交番
- 三豊市役所 詫間支所
- 三豊市文化会館
- 三豊市立詫間小学校

### 峠
- 詫間峠（三豊市詫間町 - 三豊市仁尾町）